# تيارة
تيارة قرية سوريّة تتبع إداريّاً لمحافظة حلب منطقة جبل سمعان ناحية حريتان، بلغ تعداد سكانها 580 نسمة حسب التعداد السكاني لعام 2004.